# Vicente Marco Orts
Vicente Marco Orts (València, 5 de març de 1916 — Madrid, 30 d'agost de 2008) va ser un periodista valencià.

## Biografia
Fill del polític valencià Vicent Marco Miranda, va ser un dels pioners del periodisme esportiu en Espanya, desenvolupant pràcticament tota la seva carrera en la ràdio. Marco va ser atret per la ràdio escoltant a un locutor esportiu de l'època, Carlos Fuertes Peralba, retransmetent un partit de la Copa del Món de futbol.
En 1945 es va incorporar a Radio Madrid per a participar en el concurs Tu carrera es la radio, de l'estatunidenc Robert S. Kieve. En aquesta emissora va intervenir en tot tipus de programes.
En 1954 va començar a conduir un dels espais esportius degans de la ràdio a Espanya: Carrusel Deportivo. La seva veu va acompanyar al programa durant prop de trenta anys, fins a 1982, data de la seva jubilació.
Va ser el descobridor de Joaquín Prat, al qual va incorporar al seu programa en 1964.
En 1971 va rebre la Antena de Oro i en 1999 el Premi Ondas.
Mor en Madrid als 92 anys el 30 d'agost de 2008.